# Гамбурзька державна опера
Гамбурзька державна опера (нім. Hamburgische Staatsoper) — один з провідних оперних театрів Німеччини з більш ніж 300-річною історією. Заснований у 1677 році. З виникненням Гамбурзького оперного театру дослідники пов'язують формування національної німецької оперної школи.

## Історія

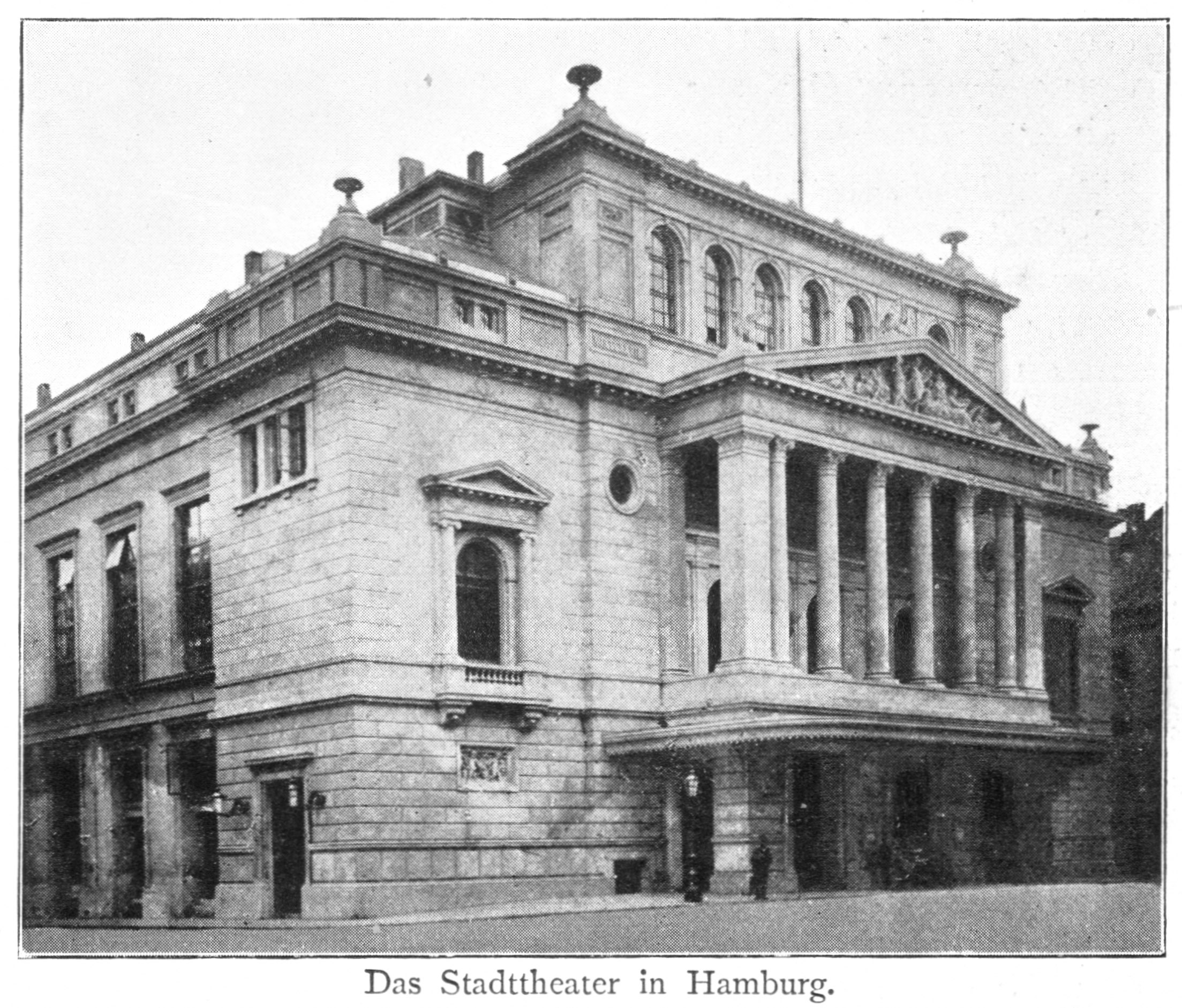
Стара будівля опери, зруйнована в 1943 році.

Створення театру почалося в 1677 році з ініціативи міського самоврядування. Гамбург був містом, яке не порушила Тридцятирічна війна, і місцеві бюргери володіли достатніми коштами для організації власної оперної сцени. Театр під назвою «Oper am Gänsemarkt» («Опера на Гусячому ринку» — театр був збудований на місці гусячого ринку) був відкритий 2 січня 1678 року оперою «Адам і Єва, або створений, грішний і врятований чоловік», написаною Йоганном Тайле.
На відміну від існуючих оперних театрів в інших німецьких містах, Гамбурзький оперний театр не був придворним, спочатку трупа складалася із співаків-аматорів; крім того, театр залежав не від пристрастей двору, а від смаків протестантського середнього класу і духовенства, що знайшло відображення в його репертуарі. У перші роки існування театру ставилися твори на релігійні сюжети. У подальшому коло постановок розширилося до міфологічних, легендарно-історичних, побутових, а також опер «на злобу дня».
З 1695 музичним керівником театру став композитор і диригент І. З. Куссер, який раніше поставив ряд власних опер в Брауншвейгу. Куссер був особисто знайомий з Люллі і знаходився під впливом творчості французького композитора. У Гамбурзі він увів увертюру за зразком творів Люллі, танцювальні фрагменти в опері і взагалі прагнув прищепити французький стиль.
У цей період в театрі, серед інших, ставляться комічні опери Георга Філіпа Телемана, твори Генделя, Йоганна Маттезона, Райнхарда Кайзера, який згодом змінив Куссера на посту музичного керівника, а потім став і директором театру.
З 1738 року Гамбурзький оперний театр припиняє своє існування. На його сцені виступають переважно гастролюючі італійські трупи. У 1763 році дерев'яна будівля театру виявляється остаточно зруйнованою. У новій будівлі Міського театру, збудованому в 1765—1766 роках, йдуть як музичні, так і драматичні спектаклі. У 1827 році будується нова будівля театру, відкрита 3 травня 1827 року «Егмонтом» Гете.
З 1891 по 1897 рік керівником оперного театру був Густав Малер.
З 1931 по 1933 рік театр очолював Карл Бем, якого змінив Ойген Йохум.
2 березня 1943 року в будівлю театру влучила бомба, повністю зруйнувавши глядацький зал. У 1953 році починається демонтаж руїн і нове будівництво, завершене в 1955 році.
У 2005 році було завершено будівництво сучасної будівлі театру.